# 福音バプテスト連合
福音バプテスト連合（ふくいんばぷてすとれんごう）は、保守的な福音派のバプテスト教会の連合であった。
1952年に開始されたカナダ福音バプテスト教会フェローシップの宣教によって教会が建てあげられ、1975年に福音バプテスト連合が結成された。
高岡市の高岡バプテスト教会、富山市の恵みバプテスト教会、水橋バプテスト教会、黒部市黒部バプテスト教会、小杉町小杉バプテスト教会、福野町福野バプテスト教会があった。
以前は福音バプテスト連合として日本福音同盟に加盟していたが、現在は高岡バプテスト教会が単独で加盟している。